# Dorikranites
Dorikranites (лат.) — род вымерших морских головоногих моллюсков из семейства Tirolitidae, отряда цератиты.

## Систематика
В 1830 году был впервые описан Л. Бухом как вид вид Ammonites bogdoanus von Buch, 1830 (Берлинская коллекция). По материалам («аммонов рог») собранным П. С. Палласом в 1774 году из раковинного известняка с вершины горы Большое Богдо.
Систематика Ammonites bogdoanus уточнялась:
- объединён — Goniatites bogdoanus de Verneuil, 1845
- объединён — Ceratites bogdoanus Auerbach, 1871
- рекомбинирован — Balatonites bogdoanus von Mojsisovics, 1882
- объединён — Dorikranites bogdoanus Hyatt, 1889 и выбран типовым видом рода Dorikranites[6]

В 1888 году род Dorikranites был описан как новый в статье Whiteaves J. F. On some fossils from the Triassic rocks of British Columbia // Contribution to Canadian Paleontology. 1888. p. 127—149.
Синонимы рода:
- Bogdoites Kittl, 1903[7]
- Subdoricranites Astakhova, 1960

## Виды рода
- Dorikranites acutus (синонимы: Subdoricranites discoides, Subdoricranites orbiculatus)
- Dorikranites bogdoanus (синонимы: Doricranites rarecostatus, Doricranites rossicus, Doricranites ovatus, Doricranites lanceolatus, Doricranites schairicus, Doricranites discus, Doricranites tumulosus)
- Dorikranites discoides
- Dorikranites plinatus

## Распространение
- Россия — Большое Богдо[8]
- Казахстан — Мангышлак
- Китай — Хуайнин.

## Интересные факты
Э. Эйхвальд перепутал образцы Dorikranites с горы Большое Богдо и этикетки из Прибалтики, что внесло путаницу в определение слоёв горы Богдо, за что он потом оправдывался.